# Jahangir Butt
Jahangir Ahmed Butt  (ur. 17 kwietnia 1943 w Gudźranwali, zm. 7 września 2021) – pakistański hokeista na trawie. Dwukrotny medalista olimpijski.
Brał udział w dwóch igrzyskach (IO 68, IO 72), na obu zdobywając medale: złoto w 1968 oraz srebro w 1972.